# Маслаков, Анатолий Васильевич
Анатолий Васильевич Маслаков — советский хозяйственный, государственный и политический деятель.

## Биография
Родился 2 сентября 1925 года в селе Дубравское Шумилинского района Витебской области. Член КПСС.
Партизан Великой Отечественной войны.
Окончил Харьковский институт инженеров железнодорожного транспорта (1949 г.), ВПШ при ЦК КПСС (1964 г.).
С 1949 года работал на железной дороге, с 1953 года — директор Черновицкой МТС Могилевской области, председатель Чаусского райисполкома.
С 1964 года — на партийной работе. С 1967 года — секретарь Могилевского обкома КПБ. С 1974 по 1985 год был председателем Могилевского облисполкома.
Член ЦК Коммунистической партии Беларуси, депутат Верховного Совета Белорусской ССР в 1959—1963, 1975—1985 годах.
Делегат XXV съезда КПСС.
Умер в Могилеве в 1985 году.